# Làzarev
Làzarev - Лазарев (rus) és un possiólok del krai de Khabàrovsk, a l'Extrem Orient de Rússia. Es troba al cap de Làzarev, a l'estret de Nevelskoi. És a 729 km al nord-est de Komsomolsk na Amure. És conegut per ser la vila russa més propera a l'illa de Sakhalín, que és a 7,3 km del cap de Làzarev.

## Història
L'assentament es remunta al 1849, amb l'expedició de Gennadi Nevelskoi, que va fundar el poble de Mis Lazareva ("Cap Làzarev"). El cap i l'assentament van rebre el seu nom per l'almirall rus Mikhaïl Làzarev.
El 1950, va començar la construcció de la construcció d'un túnel, sota el govern de Stalin, i el cap Làzarev seria la ubicació de l'accés occidental. La construcció va ser abandonada després de la mort de Stalin el 1953, sense cap mena de túnel real excavat. No obstant això, alguns eixos de construcció són encara visibles prop de l'assentament.
El poble va rebre l'estatus d'assentament de tipus urbà en 1952, moment en què el seu nom va ser escurçat a simplement "Làzarev".